# Ketchum (Oklahoma)
Ketchum é uma cidade  localizada no estado norte-americano de Oklahoma, no Condado de Craig.

## Demografia
Segundo o censo norte-americano de 2000, a sua população era de 286 habitantes.
Em 2006, foi estimada uma população de 293, um aumento de 7 (2.4%).

## Geografia
De acordo com o United States Census Bureau tem uma área de
1,2 km², dos quais 1,2 km² cobertos por terra e 0,0 km² cobertos por água. Ketchum localiza-se a aproximadamente 235 m acima do nível do mar.

## Localidades na vizinhança
O diagrama seguinte representa as localidades num raio de 12 km ao redor de Ketchum.